# Orden de Francysk Skaryna
La Orden de Francysk Skaryna (en bielorruso: О́рдэн Францы́ска Скары́ны) es una condecoración estatal de la República de Bielorrusia, destinada a reconocer los méritos especiales en actividades humanitarias y caritativas, éxitos sobre la base del renacimiento del estado nacional, en la protección de la dignidad humana y los derechos de los ciudadanos de Bielorrusia. Fue establecida por el Decreto del Consejo Supremo de la República de Bielorrusia N.º 3726-XII del 13 de abril de 1995.

## Criterios de concesión
La Orden de Francysk Skaryna se otorga en reconocimiento deː
- Logros significativos en el campo del renacimiento del estado nacional, investigación sobresaliente sobre la historia de Bielorrusia, logros en el campo del idioma nacional, literatura, arte, publicación de libros, actividades culturales y educativas, así como la promoción del patrimonio cultural de Bielorrusia y del pueblo bielorruso;
- Méritos especiales en actividades humanitarias, caritativas, en la protección de la dignidad humana y los derechos de los ciudadanos, misericordia y otras obras nobles.

La insignia de la orden se lleva en el lado izquierdo del pecho y, en presencia de otras órdenes de la República de Bielorrusia, se coloca justo después de la insignia de la Orden de Honor.
Hasta 2021, solo los ciudadanos individuales podían recibir la orden. De conformidad con el Decreto del Presidente de la República de Bielorrusia N.º 5 del 7 de diciembre de 2020, se realizaron cambios en la ley sobre premios estatales, según los cuales ahora se pueden otorgar a organizaciones y colectivos.

## Descripción
La Orden de Francysk Skaryna es una estrella de cuatro puntas con un círculo encerrado en un óvalo que mide 43 mm en vertical y 39 mm en horizontal. En el centro del círculo hay una imagen en relieve del editor e impresor bielorruso Francysk Skaryna, en la parte inferior hay una rama de laurel. El óvalo está enmarcado por una cinta de esmalte azul y blanco con la inscripción «Францыск Георгій Скарына» (Francis Georgiy Skaryna). El reverso de la insignia tiene una superficie lisa, con el número de serie de la condecoración grabado en el centro.
La medalla está conectada con un ojal y un anillo a un bloque pentagonal, en la parte inferior del cual hay un signo en forma de «sello», el bloque está cubierto con una cinta de muaré de seda de color púrpura oscuro. La insignia de la orden está realizada en plata dorada.

## Galardonados
El primer galardonado fue el pintor bielorruso Mijaíl Savitski por su gran contribución personal al desarrollo de las bellas artes y actividades sociales activas. La siguiente ceremonia tuvo lugar el 30 de octubre de 1997. Ese día, se otorgó la Orden al director de orquesta y director artístico del Teatro Nacional Académico de Ballet de Bielorrusia Valentin Elizariev.
Muchos ciudadanos extranjeros también recibieron esta orden (de Japón, Gran Bretaña, Alemania, Austria) principalmente por su ayuda para superar las consecuencias del desastre de Chernóbil. Estos incluyen a Hayo Eckel, Christoph Reiners, Edmund Lengfelder (Alemania), Akira Sugenoya, Minoru Kamata, Ryuichi Hirokawa, Shun'ichi Yamashita (Japón), William Joseph Grant, jefe y director ejecutivo de la organización benéfica irlandesa Chernobyl Aid Ireland, y otros.
Entre los ciudadanos rusos que han recibico la orden se encuentran representantes de la escena rusa moderna (Nadezhda Babkina, Nikolái Baskov, Nikolái Gnatyuk, Philip Kirkorov, Viktor Drobysh, Yuri Antonov), también han sido galardonados con esta condecoración el primer presidente de la Federación Rusa, Borís Yeltsin, el alcalde de Moscú, Yuri Luzhkov, la compositora Alexandra Pajmutova y la política y diplomática Valentina Matvienko. 
El 22 de septiembre de 2021, con motivo del 50 aniversario de su fundación, el complejo conmemorativo «Fortaleza Héroe de Brest» recibió la Orden de Francysk Skaryna.